# Carlos Marchena
Carlos Marchena López, španski nogometaš, * 31. julij 1979, Las Cabezas, Španija.
Sodeloval je na nogometnemu delu poletnih olimpijskih iger leta 2000.